# スーパーガンバリゴールキーパーズ
スーパーガンバリゴールキーパーズ (Super Ganbari Goal Keepers) は、日本のロックバンド。略称はSGGK、ガンバリ。2021年11月活動終了を発表。

## メンバー
- ショウヘイマン
  - ボーカル、 ギター担当。明治大学卒業。ほとんどの楽曲の作詞作曲を行っている。
雨上がりのバラード、ハカラズモ!、ほたるたちのメンバーとしても活動している。また、しのぎロックフェス、ブラックナードフェスの運営、主催を行っている。
- オニギリジョー
  - ギター、コーラス担当。一部の楽曲では作曲、キーボード演奏も行っている。
メインギターとしてストラトキャスター（グレコ製）使用している。
- 淋梅独（りん ばいどく）
  - ドラム→ベース、コーラス担当。明治大学卒業。戸川純と仮面ライダーBLACKに多大な影響を受けている。
- からっきー
  - ドラム担当。2018年にサポートドラマーとして加入、2020年に正式加入。元youthmemory。メンバー最年少。

## 来歴

### バンド名
キャプテン翼に登場するキャラクター、森崎有三のニックネームが由来。特別な技術はないが持ち前のガッツで強豪選手に立ち向かう同キャラクターに感銘を受け、ボーカルのショウヘイマンが名付けた。

### 音楽性
インディーロック、ギターポップサウンドをベースとし、楽曲にはザ・スミス、ティーンエイジ・ファンクラブといったバンドの影響が色濃く出ている。歌詞は非モテや童貞と、それに付随する鬱屈とした内容のものが多く、爽快な楽曲とのギャップが特有の世界観を生み出している。

### 年表
2011年
様々なバンドのメンバーであったショウヘイマンが、自分の作詞作曲した曲を演奏するために結成。
11月 主催イベント「しのぎロックフェス Vol.1」を高円寺スタジオドムにて開催
2012年
5月 主催イベント「しのぎロックフェス Vol.2」を高円寺スタジオドムにて開催。
11月 1stミニアルバム「ルサンチマン・エクスプロージョン」を発売。レコ発イベントを南池袋ミュージックオルグで行う。
2013年
7月 淋梅独が監修する、バンドマンによる文章を集めた音楽雑誌「SGGKマガジン」の創刊号を発刊。
2014年
1月 山崎春美をゲストに、アーバンダンス、新大陸レコーズと3バンド共催イベント「HEAVENLY 2014」を開催。
2015年
1月 2ndミニアルバム「Cang Gang Pops」を発売。初の全国流通盤となる。
8月 ショウヘイマンが企画、主催する「ブラックナードフェスvol.1」に出演。
2016年
10月 ブラックナードフェスvol.2に出演。
2017年
1月 オニギリジョーが一時的に活動休止。
11月 ブラックナードフェスvol.3にスリーピース編成で出演。
2018年
11月 ブラックナードフェスvol.4に出演。
12月 セクシー女優の唯井まひろを主演としたMV「死んだ目をした少年」を公開。
2019年
1月 廃病院パーティに出演。
2月 フルアルバム「Dodometic Youth」をなりすレコードからリリース。
11月 ROSE RECORDS×なりすレコード『すみだオモシロ文化祭』に出演。
2020年
8月 寿々木ここねに、ショウヘイマンが作詞・作曲を手がけた楽曲「彗星まち」（アルバム「FEVER」収録）を提供。
2021年
11月 ベーシストの淋梅独が脱退。それに伴いSuper Ganbari Goal Keepersとしての活動は終了することを発表。

## エピソード
SODクリエイトより発売されたアダルトビデオのエンディングテーマに、バンドの楽曲「プログレッシブな愛」が使用された。

## ディスコグラフィー
|                 | 発売日     | タイトル                         | 規格品番  | 収録曲 | 備考 |
| --------------- | ---------- | -------------------------------- | --------- | --- | --- |
| 1stミニアルバム | 2012.11.25 | ルサンチマン・エクスプロージョン | sggk-001  | 1. 植物人間系男子 2. ウオシュレットソング 3. カレーうどん 4. ボーイズどんと暗い 5. テクノブレイカー | しのぎレコード （自主制作盤）                                                                                    |
| 2ndミニアルバム | 2015.1.16  | Cang Gang Pops                   | sggk-0002 | 1. ぬきぬきて性春 2. じゃがたらのレコード 3. プログレッシブな愛 4. フランケン死体さん 5. グミ・チョコレート・パイン 6. 海を見にいこう                                                                                               | しのぎレコード （全国流通盤） プレス・流通は(株)BRIDGE inc. ディスクユニオンで購入すると海賊版PV集が特典で付く。 |
| フルアルバム    | 2019.2.13  | Dodometic youth                  | HYCA3080  | 1. サマーオブザデッド 2. 植物人間系男子 3. 世を捨てよ町へ出よう 4. 死んだ目をした少年 5. カレーうどん 6. レコードコレクターズ 7. チェリーマンの逆襲 8. 抜け毛のうた 9. 僕のデスノート 10. ドドメティックユース 11. テクノブレイカー | なりすレコード （全国流通盤） 発売元:なりすコンパクト・ディスク/ハヤブサ・ランディングス                         |